# バトルフィールド (映画)
『バトルフィールド』（原題: Robo Warriors）は、1996年に公開されたアメリカのSF映画。日本では劇場未公開で、1997年11月21日、ビデオソフトにて初公開となった。

## 概要
映画『ロボ・ジョックス』に続いて製作された、一連のアメリカ製SF実写特撮巨大ロボット映画の1つ。『ロボ・ジョックス』で監督を務めたスチュアート・ゴードンがキャラクターを創作しており、巨大ロボット同士が1対1の格闘戦（シングル・コンバット）で国家間の問題に決着をつけるというプロットも『ロボ・ジョックス』によく似ている。

## ストーリー
地球人類が好戦的な異星人テリダックスとの戦いに敗れ、彼らの占領下に置かれている2036年の地球。かつて地球防衛軍の優秀なロボ・ウォーリアー（巨大ロボ操縦士）だったレイ・ギブスンは、敗戦後は落ちぶれ飲んだくれていたが、戦友ブライアンの息子でメカマニアの少年ザックに探し出され、彼の熱意と、ジャングルに眠っていた地球防衛軍の巨大ロボ「アースボット」の発見・再起動成功により、立ち直ってゆく。
そしてレイは、宇宙評議会の異星人たちのジャッジのもと、「勝てばテリダックスの地球撤退、負ければテリダックスによる地球人の永久直接支配」という条件で、かつてジャングル戦で自分とブライアンの小隊を追い詰めブライアンの命を奪った猛将・デリウスの操縦するテリダックス最強の巨大ロボ「ズガルー」との一騎討ち格闘戦に臨む。

## 製作会社
- リパブリック・ピクチャーズ
- パラマウント・ブリティッシュ・ピクチャーズ・リミテッド
- プレミア・エンターテインメント・プロダクションズ
- 視覚効果：スターゲイト・フィルムズ

## スタッフ
- 監督：イアン・バリー
- キャラクター創作：スチュアート・ゴードン
- 脚本：マイケル・バーリン
- 製作総指揮：シリオ・H・サンティアゴ
- プロデューサー：ルーカス・ジョージ
- ラインプロデューサー：ジョセフ・ズッチェロ
- 音楽：リチャード・バンド
- 撮影：ジョン・ストウクス
- プロダクションデザイン：エロール・ケリー
- セット装飾：ラル・ハリンドレイナス
- 衣装デザイン：キャロル・H・ビュール
- メイクアップ担当部署ヘッド：バーニー・バーマン
- ポストプロダクション・スーパーヴァイザー：ランドール・トーノ
- 第1助監督：リカルド・デ・ガズマン
- 第2助監督：ジョアン・キャバルダ・バナガ
- セットデザイナー：パット・スキャンロン
- プロダクション・サウンドミキサー：トニー・スマイルズ
- 特殊効果（模型製作）：ワンダ・ピエティー
- 視覚効果
  - 視覚効果スーパーヴァイザー：サム・ニコルソン
  - ミニチュア火薬技術者：ロバート・ハッチンス
  - ミニチュア視覚効果撮影：デイヴィッド・カクリッシュ
  - 3D視覚効果スーパーヴァイザー：ジェイソン・ストリッチ
- スタント
  - スタント・コーディネイター：ジェイムズ・ルー
  - ギブソン役ダブル（差替）スタント：ジョン・バーワイズ
  - テリダックス兵スタント：ラリー・コリア、ルディー・デ・ヴェラ、リッキー・フェルナンデス、フレッド・キドヴァット、ソニー・ラモス、トニー・サモンテ、ボガート・ヴァーガス
- 編集
  - ポストプロダクション・コーディネイター：リオ・D・ロウサル
  - ポストプロダクション技術者：ブレット・A・アーノルド
  - アシスタント編集者：ポール・ヘイマン
- スタンドイン"ザック"：エイディー・バスタマンテ
- 法律監修：ジェフリー・シュナイダー

## キャスト
- レイ・ギブスン（元中佐）：ジェイムズ・リマー
- ザック・ダグラス：カイル・ハワード
- モリー・ダグラス：テリー・マークウェル
- チャーリー・ウォルターズ：バーナード・ケイツ
- デリウス：ジェイムズ・ルー
- クオン：ジェイムズ・トーカン
- ドレッセン少佐：デニス・クリーガン
- ブライアン・ダグラス：ジェイムズ・ウィズ
- キム師匠：ジューニー・ガンボア
- キント：クリス・アギラー

## 映像商品
- 1997年11月21日、発売元：キングレコード(株)・CFD映画、販売元：キングレコード(株)よりVHSビデオソフトが発売された。品番：KIVF 5238、JANコード：4988003927059。
- 1998年8月25日、アメリカ版VHSビデオソフトが発売された。
- 2000年代、ドイツのスプレンディッド・フィルムより、DVDソフトが発売された。音声はドイツ語吹替版のみ。地域コード：リージョン2、信号方式：PAL（日本の一般的なリージョン2・NTSC方式のDVDプレイヤーでは再生不可）。

## 音楽商品
- 2014年10月27日に、アメリカのINTRADAから、オリジナル・サウンドトラック盤のCDが発売された(品番：Intrada Special Collection Volume ISC 291)。
- 作曲家のリチャード・バンドの作品集“Up and Down: Richard Band - Film and Television Music”（プロモ盤、CD2枚組、2001年発売）に本作の音楽3曲が収録されており、入手可能。メーカー：Super Tracks Music Group、品番：RBCD-01/02。
  - 収録曲（3曲ともオーケストラ曲）

Disc 1 - トラック25：The Battle （5分3秒）
Disc 1 - トラック26：The Aftermath （1分14秒）
Disc 1 - トラック27：The Finale （1分22秒）

## 備考・トリヴィア
- 本作ではロボットのミニチュアを撮影するに当たり、コマ撮りアニメーション撮影（ストップモーション、ゴー・モーション）は用いられず、自然な動きで撮影されている。
- ロケの多くはフィリピンで行われ、地球を占領しているテリダックスの軍用車両として、本物の装甲車が数多く登場する。
- 劇中では2036年の物語だが、日本やスペインのビデオソフトのパッケージには、誤って「2086年」と書かれている。
- 日本版ビデオソフトの冒頭には、同じキングレコードから発売されたアメリカのテレビドラマ『ラストドン』『タイタニック』（DVD邦題『ザ・タイタニック』）の2作品のビデオソフト予告編CMが収録されている。